# جسم فكي

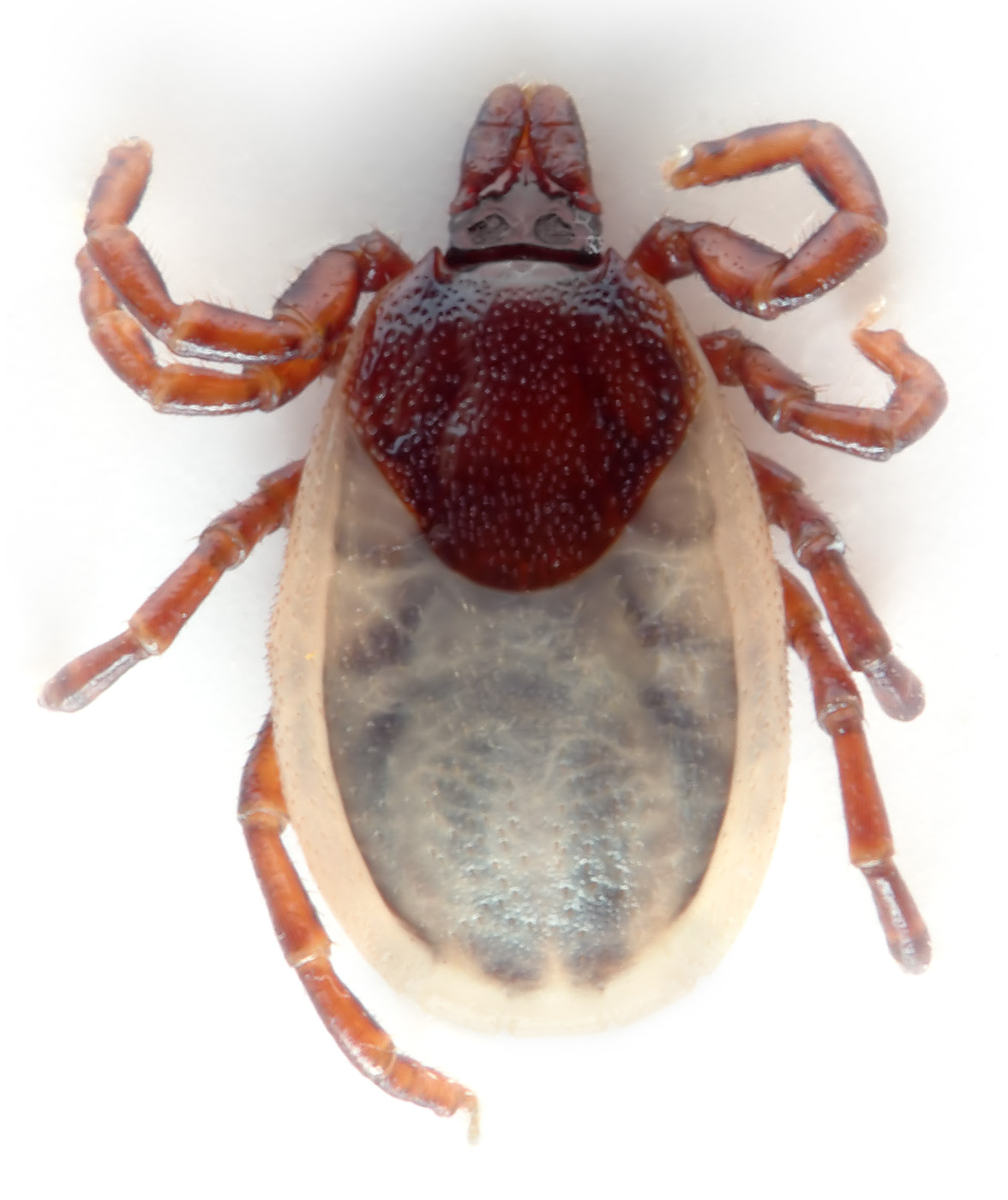
صورة لقراد القنفذ طوله 4 ملم.

الجسم الفكي أو الجسم الفمي في الأكاروسات (بالإنجليزية: Gnathosoma)‏ (من اليوناينة "γνάθος" وتعني فك و"σώμα" وتعني جسم) هو جزء من الجسم لدى الأكاريات (السوس والقراد) يتكون من الفم وأجزاء التغذي. وهي: الكارح، الكلاب القرني واللامسة القدمية. ويسمي كذلك بالرؤيس (رغم أن هذا المصطلح يحمل معاني أخرى). الجسم الفكي منفصل عن الجسم الرئيسي للحيوانات (منطقة الجسم) بواسطة مقطع مرن من الجُليد يسمى «ميزاب طوق الرؤيس» أو «درز طوق الرؤيس».